# 泷庸蛹笔螺
泷庸蛹笔螺（学名：Mitropifex isaoi），是新腹足目蛹笔螺科Mitropifex属的一种。主要分布于台湾，常栖息在深海。